# 交通弱者
交通弱者（こうつうじゃくしゃ）とは、日本においてはおおむね二つの意味がある。一つは「自動車中心社会において、移動を制約される人（移動制約者）」という意味で、もう一つは「交通事故の被害に遭いやすい人」（子供、高齢者など）という意味である。

## 移動制約者としての交通弱者
移動制約者という意味では、交通工学、まちづくり、福祉などの世界で用いられる。
その中心は、運転免許を持たない（持てない）か、自家用車を持たない（持てない）高齢者、子供、障害者、低所得者などである。一般に障害者とはされないが、法により運転免許の取得すらできない人や、（校則で原付免許の取得すら禁止されている）生徒・学生も広義の交通弱者といえる。
公共交通機関の廃止などで問題になるのが、この交通弱者の問題である。彼らはバスや鉄道といった公共交通機関しか利用できないので、社会的に弱い立場に立っている。したがって、この交通弱者の問題を考えるのが、今後のまちづくりの課題の一つである。
- 高齢者・障害者には車を保有している実数は少ない。
  - 理由としては、高齢者や障害者の経済基盤が乏しいことが一因ともいえる。また、高齢者は運転免許を持っていても、注意力・判断力が低下しているため、交通事故を起こしやすい。街づくりが自動車の保有を前提としている地方では、事故のリスクを認識しながらも、自ら運転するしかない。
- 障害者・高齢者・器質的な問題から運転行為が不可能な人間[注 1]の3つのパターンのいずれにも該当しないが、運転免許を取得できない人（または自家用車を所有できない人）は、当人の責任や選択によるものではなく、かつ上記の3つのパターンにあてはまらないため行政の保護の対象外でありながら、移動が制約される状況にあり、単純に上記の3つのパターンにあてはまる人々への保障を深度化するだけで交通弱者の問題が解消するわけではない。
  - 運転免許を取得しようとした場合、自動車教習所経由で免許を取得する場合は、いかなるケースにおいても20万円以上の出費は確実となり、当然教習所に通うもしくは教習所の合宿制免許取得コースに参加するためのスケジュール確保もしなければならない。一発試験の場合は格安かつ自身の気軽な日時で免許の受験ができるが、実際は厳しい実情がある。詳しくは一発試験を参照。このように運転免許取得の段階で、多額の出費と時間が必要になるため、中にはこれらのハードルをクリアできずに運転免許が取得できない人も出てくる。
  - 自家用車を所有できない人のケースにおいては、自家用車の所有に要する、年数十万円単位の税金・法定費用（自動車税、重量税、自賠責保険、車検代、駐車料金など）の負担がネックとなり、また生活保護の被保護者に至っては自家用車の所有が認められないため、やむを得ないケースがある。
    - 運転免許はあるが、自家用車を所有できない場合、レンタカー・カーシェアリングを活用するという解決策が浮上するが､これらもやはり需要の見込める一定規模以上の都市部に偏在する傾向があり「自家用車所有での生活が前提」とされる車社会の地域だとこれらのサービスが存在しない､あるいはあってもいわゆる大手レンタカー専業企業ではなく零細なもの(例えばガソリンスタンドや中小整備工場等のサイドビジネスとして行っているものなど)しかない地域も多い。レンタカーの場合自家用車ほどではないにしろ、長期間の利用となると多額の出費が必要となることや煩雑な手続きの面から、日常の足として使用するのは不利である。そもそも現状日本国内におけるカーシェアリングの場合クレジットカードを保有していなければ利用が不可能である。

  - 運転免許を取得し、実際になんらかの形で自動車を運転できていた人でも様々な個人の事情で自動車の運転や所持ができなくなり、やむなく手放す必要が発生しうる場合[注 2]やそもそも運転免許取得の段階で運転免許の取得を途中で断念する場合もある。
- 移動制約者たりえる原因のうちの一つである子供は、移動制約者でありながら通学など移動需要が極めて大きい。
  - 日本においては、交通法規上免許取得可能年齢が16歳～18歳以上であることと、在学中に教習を受けることが認められない[注 3][注 4]（または教習を受ける時間がない）ためである。18歳以上の学生（大学・専門学校生）に対しては、一定の条件に限り自動車による通学を許可されることもあるが、厳密な審査が行われるため、18歳以上の学生においても、自動車で登下校できるのはそれらの審査を通過し得るごく一部の学生のみである。このため日本の場合、大部分の学生は（保護者による送迎を除けば）自家用車による通学が許可されることはない[注 5]。
  - 公共交通機関の極めて少ない田舎であれば、原付による通学を許可する場合はあるが、（特に高校では）自宅からの通学以外で運転することを禁止している。
- 自治体によって、交通弱者対策事業においての、「高齢者における年齢の下限」「子供における年齢の上限」「障害者における障害等級」「低所得者における所得上限」が曖昧であり、交通弱者に対する福祉サービス（福祉乗車証や福祉回数券や利用資格登録証など）が享受できない人が少なからず存在する[要出典]。また、交通弱者に対する福祉サービス施策のない自治体があったり、施策が「税金の無駄遣い、バラマキ」として住民から批判を受け、縮小する場合もある。
  - 一例として、高齢者については「65歳以上が対象となる自治体」や「75歳以上が対象となる自治体」の例、子供においては「小学生以下が対象となる自治体」や「未就学児が対象となる自治体」の例、障害者においては「身体障害者のみが対象となる自治体」「身体障害者全般及び知的障害者A判定、および精神障害者1級」が対象となる自治体・「すべての身体障害者、および知的障害者、および精神障害者」が対象となる自治体の例などがある。
- 「青年以上中年以下の年齢層の健常者の交通弱者」に至っては、若年かつ健常者という理由で上記のような福祉サービスを受けようとしても門前払いになる場合が多く、周囲の人間からの理解を得ることも難しいため、障害者や高齢者や子供の交通弱者よりも更に困難な状況に陥りやすい。
  - この上さらに運転免許が取得できない場合は就ける仕事も限られ、社会生活を送ることすら困難になる[注 6]。

交通手段としての自転車は、自身の意思で自由自在に移動できることから、自動車を保有運転できない子供・低所得者層にとっては自宅から数km程度の限られた範囲において非常に有用な交通手段であるが、降雨・降雪・暴風・炎天などの天候に直接影響されるため体力的問題を抱える高齢者・障害者などの交通弱者にとっては、活用範囲が限られる。また、転倒による負傷、まきこまれ事故のリスクも高齢者では無視できない。自転車の場合、体と荷物を直接外にさらす形となるのでひったくりや通り魔といった路上犯罪に巻き込まれるリスクも自家用車の使用と比較すると高くなる。さらに、日本では自転車の「交通手段」としての位置付けが曖昧なため、自転車で路上を走りにくいのが実情である。基本的には、自転車は車道を走るように定義されているが、危険(ハード面では｢自転車は歩道を走る前提で作られているため路側帯がない｣､｢そもそも歩道すらない｣など)なため、歩道を走行している自転車も多い。
タクシーを足として使う方法もあるが、利用料金の相場が走行距離の割に高く、日常的な利用は経済的に裕福でなければ不可能である。そもそも地域によっては、規模が小さい会社しかない場合が多く、そのような地域に住む場合、日常生活の足としてタクシーを利用するとなると心許ないことが多い。
自身の価値観や自動車事故加害者となるリスク・車社会へのマイナスイメージから自家用車の所有・利用に抵抗を感じる人も皆無ではないが、そうした人々も交通弱者となることを避けるためにやむを得ず自家用車を保有せざるを得ない。

## 交通事故の観点からの交通弱者
交通事故防止の観点から用いられる。子供や高齢者など、歩行していて交通事故に遭いやすい人のことを指す。この場合、自動車やバイクが「強者」かつ加害者でもあるが、上記のように自転車が安心して通行できる走行レーンがきわめて不備（それどころか歩道すらない場合も珍しくない）な日本の都市では、状況によっては自転車ですら歩行者に対する加害者になりうるため、気配りが求められる。
自動車運転者には、こうした交通弱者に配慮した運転が義務づけられており、歩行者をはじめとする交通弱者は法により厳に保護されている。一方で、運転免許証などを取得したことのない歩行者の中には十分に道路の通行法を心得ていない者もおり、安直に信号無視や（特に車両の往来もある道で）路肩からはみ出しての通行を行ったり、または高速道路へ誤進入して事故を誘発するなど事故の原因となることがある。
一方、日本における自動車運転手らにおいても、速度超過や徐行義務違反、車間距離不保持、警音器使用制限違反、横断歩行者等妨害等違反、幅寄せ等の危険運転、交通犯罪運転が日常的になっており、交通弱者保護が命題となっている。
つまり、「交通強者が事故に遭わせないための施策」と「交通弱者が事故に遭わないよう自衛するための施策」がハード・ソフト両面から求められるのである。

## 対応
国や地方公共団体等では、交通弱者対策の検討を進めている。2014年（平成26年）11月20日に、「改正地域公共交通活性化再生法」が施行され、地方公共団体（都道府県、市町村）が中心となり、まちづくりなど関連施策と連携し、面的な公共交通ネットワークを再構築に向けた計画の策定が進められている。